# 库斯格雷
库斯格雷（法語：Coussegrey，法語發音：[kusɡʁɛ]）是法国奥布省的一个市镇，属于特鲁瓦区。

## 地理
库斯格雷（47°57'18"N, 4°1'2"E）面积16.16 平方千米，位于法国大東部大區奥布省，该省份为法国中北部省份，北起马恩省，西接塞纳-马恩省，西南至约讷省，东南至科多尔省，东临上马恩省。
与库斯格雷接壤的市镇（或旧市镇、城区）包括：贝尔农、沙瑟雷、谢莱、利涅尔、普吕西、旺莱、梅利塞、莫洛姆。

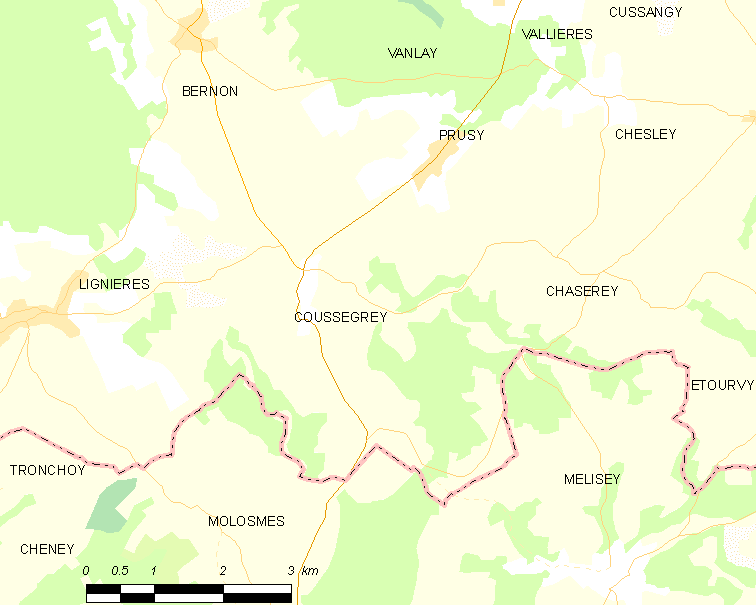
库斯格雷的OSM定位图

库斯格雷的时区为UTC+01:00、UTC+02:00（夏令时）。

## 行政
库斯格雷的邮政编码为10210，INSEE市镇编码为10112。

## 政治
库斯格雷所属的省级选区为莱里塞县。

## 人口

1962-2008年间库斯格雷人口变化图示

库斯格雷于2022年1月1日时的人口数量为190人。